# RLC mètre
 (novembre 2023).
Si vous disposez d'ouvrages ou d'articles de référence ou si vous connaissez des sites web de qualité traitant du thème abordé ici, merci de compléter l'article en donnant les références utiles à sa vérifiabilité et en les liant à la section « Notes et références ».

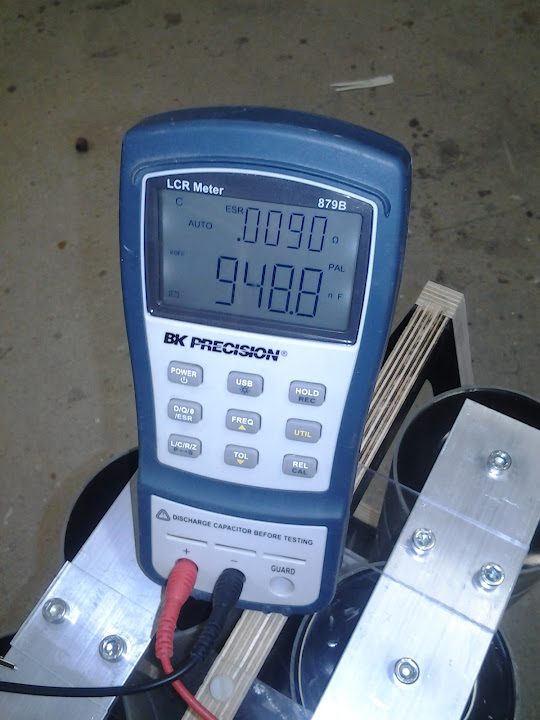
RLC mètre portable.

Le RLC mètre est un appareil de mesure de la résistance, de l'inductance et de la capacité d'un composant électronique.

## Histoire
Le RLC mètre est parfois nommé Pont de mesure RLC en raison de l'architecture des premiers appareils de ce genre. Ils incluaient des montages en pont tel que le Pont de Maxwell pour la mesure des inductance, le Pont de Wheatstone pour la mesure des résistances et le Pont de Wien pour la mesure des condensateurs. Le facteur de perte aussi peut être mesuré à l'aide de ces ponts.
Aujourd'hui, les mesures sont effectuées par des appareils numériques qui peuvent être automatiques. L’opérateur n'a plus besoin de connaître la théorie de la mesure d'impédance. Et ne doit plus manœuvrer des ponts de mesure complexe et sources d'erreurs de manipulations.

## Fonctionnement

### RLC mètre à base de ponts
Une valeur d'impédance est trouvée en appliquant le signal de test au composant inconnu. Une seconde valeur d'impédance est trouvée en appliquant le même signal de test à une combinaison d'étalon de résistance et de capacité de valeur connue. Les signaux sont ensuite additionnés sur un galvanomètre ou œil magique.
Lorsque le pont est équilibré, c'est-à-dire lorsque le galvanomètre indique zéro. Cela signifie que la valeur du composant inconnu est égale à la valeur du composant étalon.
La précision de la mesure est raisonnable si le composant testé n'a pas une valeur de résistance série équivalente trop importante.

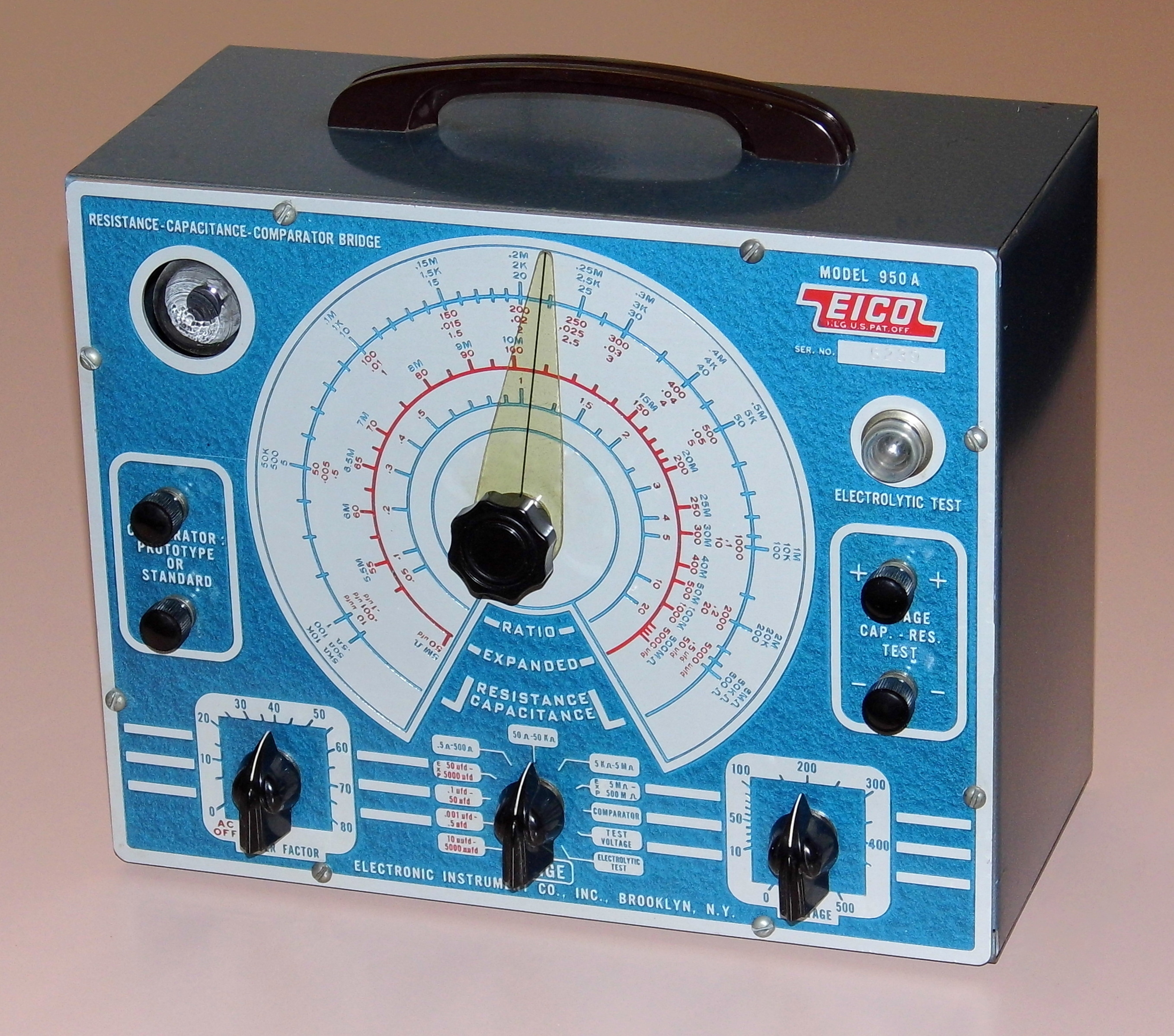
RLC mètre ancien.

### RLC mètre numérique
Le composant est soumis au test et son impédance est mesurée. Cette valeur est convertie pour être affichée en valeur de capacité ou d'inductance correspondante.

Des conceptions avancées de RLC mètre mesurent la véritable inductance ou capacité, ainsi que la résistance série équivalente des condensateurs et le facteur de qualité des composants inductifs.

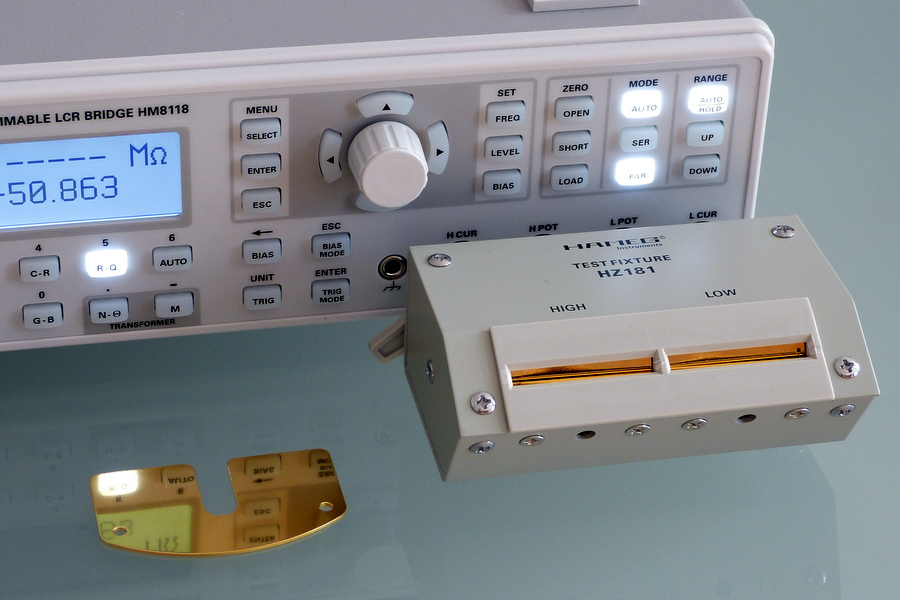
RLC mètre de laboratoire.